# Хокер харт
Хокер харт (енгл. Hawker Hart) и његове варијанте Хокер одакс (енгл. Hawker Audax), Хокер димон (енгл. Hawker Demon), Хокер хајнд (енгл. Hawker Hind), Хокер Харди (енгл. Hawker Hardy) и Хокер оспри (енгл. Hawker Osprey) су биле британски двосједи лаки бомбардери, које је прозводила фабрика Хокер еркрафт (енгл. Hawker Aircraft).

## Развој
Прототип Хокер харта је полетио 1928, а производња је почела 1930. године. Варијанте су биле многобројне и нетипично су означене разним именима, умјесто бројевима или словима. Већина авиона је користила Ролс Ројс Кестрел (Rolls-Royce Kestrel) линијски са течношћу хлађеним мотором, али неки су имали радијалне (звјездасте) моторе Меркјури (Mercury) хлађене ваздухом.

## Карактеристике
- Лаки бомбардер
- Први лет: 1928
- Ушао у употребу: 1930

### Погонска група
- Мотор: један, 12-цилиндара Ролс Ројс Кестрел (Rolls Royce Kestrel) 1Б или Кестрел
- Снага 525 (1Б) или 510 (XDR) КС (391 или 380 KW) хлађен тећношћу

### Перформансе
- Максимална брзина: 296 Km/h на 1525
- Борбени радијус: 756
- Оперативни плафон: 6510
- Брзина уздизања: ?

### Наоружање
- Стрељачко: 2 митраљеза 7.7 mm Левис (Lewis), један фиксан напријед, други помичан код осматрача
- Бомбе: до 236

## У борби
Кориштени су у многобројним британским колонијалним ратовима, и у совјетско-финском рату 1940. Кориштени су у Другом свјетском рату за помоћне задатке до 1943. Били су и у наоружању Краљевине Југославије.

## Земље које су користиле авион
- Авганистан
- Canada
- Egypt
- Естонија
- India
- Persia
- South Africa
- Rhodesia
- Шведска
- United Kingdom
- Kingdom of Yugoslavia